# Jan Brzák-Felix
Jan Brzák-Felix (6 de abril de 1912-15 de julio de 1988) fue un deportista checoslovaco que compitió en piragüismo en las modalidades de aguas tranquilas y eslalon.
Participó en tres Juegos Olímpicos de Verano entre los años 1936 y 1952, obteniendo tres medallas, oro en Berlín 1936, oro en Londres 1948 y plata en Helsinki 1952. Ganó cuatro medallas en el Campeonato Mundial de Piragüismo, en los años 1938 y 1950.
En la modalidad de eslalon, obtuvo cuatro medallas en el Campeonato Mundial de Piragüismo en Eslalon de 1949.

## Palmarés internacional
| Juegos Olímpicos   | Juegos Olímpicos       | Juegos Olímpicos | Juegos Olímpicos |
| Año                | Lugar                  | Medalla          | Competición      |
| ------------------ | ---------------------- | ---------------- | ---------------- |
| 1936               | Berlín (Alemania)      | Medalla de oro   | C2 1000 m        |
| 1948               | Londres (Reino Unido)  | Medalla de oro   | C2 1000 m        |
| 1952               | Helsinki (Finlandia)   | Medalla de plata | C2 1000 m        |
| Campeonato Mundial |                        |                  |                  |
| Año                | Lugar                  | Medalla          | Competición      |
| 1938               | Vaxholm (Suecia)       | Medalla de plata | C2 1000 m        |
| 1938               | Vaxholm (Suecia)       | Medalla de oro   | C2 10 000 m      |
| 1950               | Copenhague (Dinamarca) | Medalla de oro   | C2 1000 m        |
| 1950               | Copenhague (Dinamarca) | Medalla de oro   | C2 10 000 m      |

| Campeonato Mundial | Campeonato Mundial | Campeonato Mundial | Campeonato Mundial |
| Año                | Lugar              | Medalla            | Competición        |
| ------------------ | ------------------ | ------------------ | ------------------ |
| 1949               | Ginebra (Suiza)    | Medalla de plata   | C1 por equipos     |
| 1949               | Ginebra (Suiza)    | Medalla de plata   | C2 por equipos     |
| 1949               | Ginebra (Suiza)    | Medalla de bronce  | C1 individual      |
| 1949               | Ginebra (Suiza)    | Medalla de bronce  | C2 individual      |